# Zadars arkeologiska museum
Zadars arkeologiska museum (kroatiska: Arheološki muzej Zadar) är ett statligt arkeologiskt museum i Zadar i Kroatien. Det ligger på adressen Trg opatice Čike 1 i närheten av Forum i Zadars historiska stadskärna. Inom museet finns olika avdelningar, däribland förhistoriska, antika, medeltida och marinarkeologiska avdelningen.

## Historik och samlingar
Det arkeologiska museet etablerades den 30 november 1832 och är det näst äldsta fortfarande verksamma museet i Kroatien. Dess samlingar består av över 100 000 artefakter från äldre och yngre stenålder (paleolitikum och neolitikum), brons- och järnålder samt den romerska och bysantinska tiden. Samlingarna består av föremål från Zadarområdet och öarna Rab och Pag. De innehåller bland annat romerskt glas och liturgiska föremål från fornkristen tid.      